# 케일리 브라우닝
케일리 브라우닝(영어: Kayle Browning, 1992년 7월 9일~)은 미국의 사격 선수이다. 주 종목은 트랩으로 2020년 하계 올림픽에서 개인 트랩 종목 은메달을 획득하였다.